# 이사촌
이사촌(伊讃村)은 이바라키현 마카베군에 일찍이 존재했던 촌이다. 현재의 지쿠세이시 서부에 해당한다.

## 역사
- 1889년 4월 1일 - 정촌제 시행에 의해 이시마촌, 스가야촌, 도노쓰카촌, 니시야가이촌, 가미와케촌, 니시오시마촌, 이시하라다촌, 사사쓰카촌, 오가와촌, 시모히라카와촌, 구리시마촌, 오카제리촌, 야나카촌, 이사야마촌, 시모카와시마촌, 오사카타촌, 구조신덴촌이 합병해 마나베군 이사촌이 성립하였다.
- 1949년 - 이사촌의 일부를 오타촌에 편입되었다.
- 1951년  4월 1일 - 시모다테정과 합병해 시모다테정이 성립하여, 이사촌은 소멸하였다.

## 인구
| 1891年 | 3,889 |
| 1920年 | 4,906 |
| 1935年 | 5,573 |
| 1950年 | 7,918 |

## 교통

### 철도
- 일본국유철도 (→동일본 여객철도) 
  - 미토선

## 참고문헌
- 角川日本地名大辞典編纂委員会『角川日本地名大辞典 8 茨城県』、角川書店、1983年 ISBN 4040010809
- 日本加除出版株式会社編集部『全国市町村名変遷総覧』、日本加除出版、2006年、ISBN 4817813180